# STPG1
STPG1 (англ. Sperm tail PG-rich repeat containing 1) – білок, який кодується однойменним геном, розташованим у людей на 1-й хромосомі. Довжина поліпептидного ланцюга білка становить 334 амінокислот, а молекулярна маса — 36 786.
| 10         |  | 20         |  | 30         |  | 40         |  | 50         |
| ---------- |  | ---------- |  | ---------- |  | ---------- |  | ---------- |
| MDNSAQKNER |  | TGKHPRRASE |  | VQKGFTAAYP |  | TQSSIPFKSQ |  | ASVIPESEKK |
| GFNSQAKRFP |  | HKKNDIPGPG |  | FYNVIHQSPV |  | SNSVSLSKKG |  | TCMFPSMCAR |
| LDTIISKYPA |  | ANAYTIPSDF |  | ISKRDFSNSC |  | SSMFQLPSFM |  | KALKFETPAP |
| NYYNASVSCC |  | KQRNNVCTRA |  | GFMSKTQRGS |  | FAFADKGPPP |  | GHYDINESLV |
| KQSPNTLMSC |  | FKSKTNRGLK |  | LTSTGPGPGY |  | YNPSDCTKVP |  | KKTLFPKNPI |
| LNFSAQPSPL |  | PPKPPFPGPG |  | QYEIVDYLGP |  | RKHFISSASF |  | VSNTSRWTAA |
| PPQPGLPGPA |  | TYKPELPGKQ |  | SFLYNEDKKW |  | IPVL       |  |            |

A: Аланін

C: Цистеїн

D: Аспарагінова кислота

E: Глутамінова кислота

F: Фенілаланін

G: Гліцин

H: Гістидин

I: Ізолейцин

K: Лізин

L: Лейцин

M: Метіонін

N: Аспарагін

P: Пролін

Q: Глутамін

R: Аргінін

S: Серин

T: Треонін

V: Валін

W: Триптофан

Кодований геном білок за функцією належить до фосфопротеїнів. 
Задіяний у таких біологічних процесах, як апоптоз, альтернативний сплайсинг. 
Локалізований у цитоплазмі, ядрі.